# クラッチ・シューター
クラッチ・シューター とは、バスケットボールにおいて、ここ一番でショットを何度も決める事のできる、土壇場に強い選手。Clutchとは“捕える”“ぐっとつかむ”という意味で、転じてスポーツ全般においては「プレッシャーのかかる局面において良い働きをすること」の意で使われる。バスケットボールの場合、試合終盤、特に一本のシュートで勝敗が分かれるような競った場面をクラッチ・タイムと呼ぶ。また、試合終了と同時に決まるシュートをブザービーターと呼び、最も観客が沸く瞬間である。